# Argyrodes zhui
Espèce
Synonymes
- Spheropistha xinhua Barrion, Barrion-Dupo & Heong, 2013

Argyrodes zhui est une espèce d'araignées aranéomorphes de la famille des Theridiidae.

## Distribution
Cette espèce est endémique de Hainan en Chine,.

## Description
Le mâle holotype mesure 2,72 mm et la femelle paratype 4,8 mm.

## Systématique et taxinomie
Cette espèce a été décrite par Zhu et Song en 1991.
Spheropistha xinhua a été placée en synonymie par Lin, Wu, Cai, Li, Barrion et Heong en 2023.

## Publication originale
- Zhu & Song, 1991 : « Notes on the genus Argyrodes from China (Araneae: Theridiidae). » Journal of Hebei Pedagogic Collection, Natural Science Edition, vol. 91, no 4, p. 130-146.